# Polanka Wielka (gmina)
Polanka Wielka – gmina wiejska w województwie małopolskim, w powiecie oświęcimskim.
Gminę utworzono z dniem 1 stycznia 1992. W latach 1992–1998 położona była w województwie bielskim. 
Siedziba gminy to Polanka Wielka.
Według danych z 31 grudnia 2014 gminę zamieszkiwało 4269 osób.

## Struktura powierzchni
Według danych z roku 2002 gmina Polanka Wielka ma obszar 24,08 km², w tym:
- użytki rolne: 80%
- użytki leśne: 10%

Gmina stanowi 5,92% powierzchni powiatu i jest najmniejszą samodzielną gminą w powiecie oświęcimskim i jedną z najmniejszych w Polsce.

## Demografia

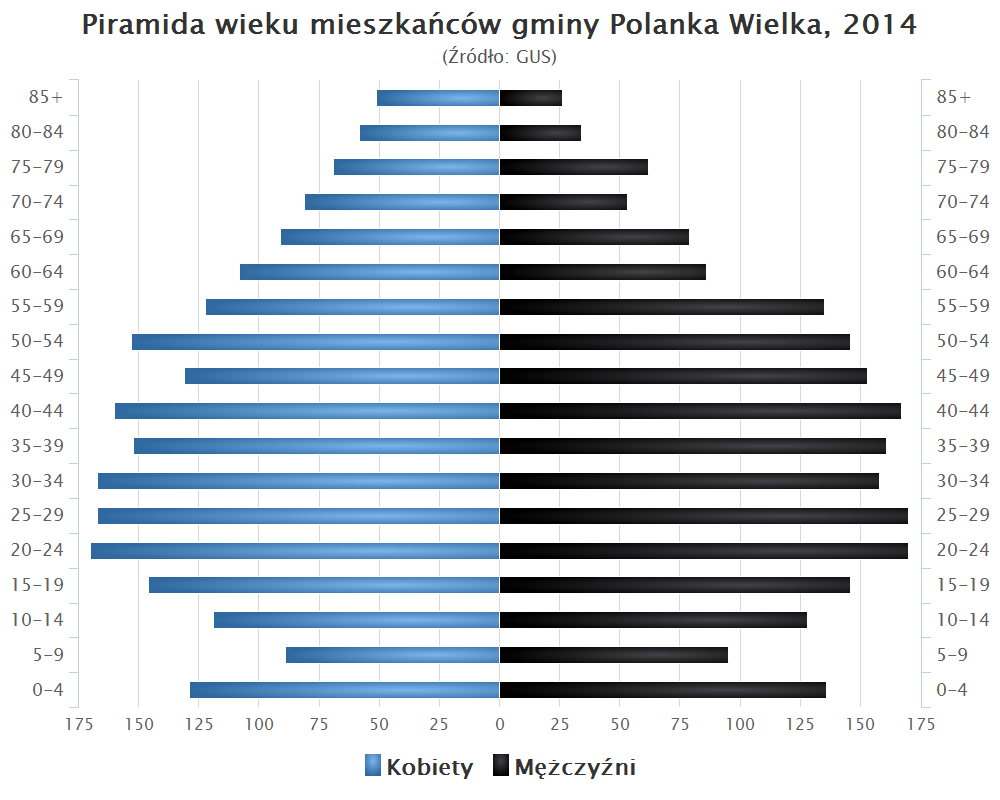
Piramida wieku mieszkańców gminy Polanka Wielka w 2014 roku

Dane z 31 grudnia 2014:
| Opis                              | Ogółem | Ogółem | Kobiety | Kobiety | Mężczyźni | Mężczyźni |
| --------------------------------- | ------ | ------ | ------- | ------- | --------- | --------- |
| jednostka                         | osób   | %      | osób    | %       | osób      | %         |
| populacja                         | 4269   | 100    | 2164    | 50,7    | 2105      | 49,3      |
| gęstość zaludnienia (mieszk./km²) | 177    | 177    | 90      | 90      | 87        | 87        |

## Transport

### Drogowy
Przez centrum gminy przebiega droga wojewódzka nr 949, łącząca Przeciszów z Jawiszowicami o całkowitej długości 24 km oraz 7 km na terenie gminy Polanka Wielka.
Na terenie gminy biegną następujące drogi powiatowe:
| Nr.   | Przebieg                                        | Długość w (km) |
| ----- | ----------------------------------------------- | -------------- |
| 1864K | Grojec – Łazy – Polanka Wielka                  | 7,236          |
| 1897K | Oświęcim – Zaborze – Polanka Wielka – Głębowice | 17,349         |
| 1899K | Polanka Wielka – Piotrowice                     | 2,910          |
|       |                                                 | 27,495         |

## Zabytki
Wpisane do rejestru zabytków nieruchomych województwa małopolskiego:
1. Kościół pw. św. Mikołaja: otoczenie, drzewostan, nr wpisu: A-117 z 30.12.1961 (=st. rej. nr 726), aktual. A-280/78  z 20.03.1978 (B) [A-977/M];
2. Zespół pałacowo-parkowy: pałac, dwie oficyny,  spichlerz, bud. gosp., park,  nr wpisu: A-408/82  z 12.04.1982 (B) [A-976/M.

## Sąsiednie gminy
Osiek, Oświęcim, Przeciszów